# Ashton (Nouvelle-Zélande)
Pour les articles homonymes, voir Ashton.
Ashton  est une localité faiblement peuplée  située dans la région de Canterbury dans l'Île du Sud de la Nouvelle-Zélande .

## Situation
Elle est située dans le sud de la plaine de   Canterbury , au sud  de la ville d' Ashburton, sur la ligne de côte de l'Océan Pacifique.  Elle se situe sur la berge sud de l'embouchure du fleuve Ashburton.  Les villages à proximité comprennent la ville d'Huntingdon et de  Wheatstone vers le nord, Waterton vers le sud-ouest, et au-delà du fleuve  Ashburton, la ville de Riverside vers le nord-est.